# Grosz duński
Grosz duński (duń. gros, l.mn. grosser) – srebrna moneta duńska wartości 3 szterlingów.
Pierwsze grosze duńskie wybite zostały w 1422 roku. Miały wartość 3 szterlingów lub 12 fenigów. Nie przyjęły się jednak w duńskim systemie walutowym i wkrótce zaniechano ich emisji.

## Literatura
- Zbigniew Żabiński, Rozwój systemów pieniężnych w Europie zachodniej i północnej, Zakład Narodowy Imienia Ossolińskich - Wydawnictwo, Wrocław 1989, ISBN 83-04-02992-8